# 마카비 텔아비브
마카비 텔아비브(히브리어: מכבי תל אביב)는 이스라엘 텔아비브의 종합 스포츠 클럽이다. 여러 종목 팀들을 운영하고 있다.

## 팀 목록
- 마카비 텔아비브 FC (축구)
- 마카비 텔아비브 BC (농구)
- 마카비 텔아비브 (핸드볼)
- 마카비 텔아비브 (배구)
- 마카비 텔아비브 (수영)
- 마카비 텔아비브 (유도)